# 私立臺中中學會
私立臺中中學會為日治時期台中市的一所夜間補習進修學校，其設立可追溯至1903年設立的臺中共立學校。二戰後，私立臺中中學會被併入臺中市立初級中學（今居仁國中）夜間部。

## 沿革

### 臺中共立學校
私立臺中中學會最初為於1902年由律師小畑駒三向臺灣總督府提出設立申請「台中共立學校」，設立目的是教育無法至公立學校就讀的兒童和青年，教授其中等和普通教育。為了此學校設立，有志者捐獻了1,800圓，其中1,300元用來建設校舍。台中共立學校在1902年12月26日通過設立認可，在1903年2月1日於臺中高等小學校（今大同國小）舉行開校式，同月6日開始入學。最初學生計有別科生82名和本科生30名，學校講師來自法官、檢察官、律師和小學老師等。其學期由9月1日至隔年8月31日，上課時間為晚上七至十點。學科分為「本科」和「別科」，本科內容依學生程度再分為「普通科」和「高等科」。普通科本科之科目有修身、國語、數學、地理、歷史，高等科本科加設漢文；別科為漢文、數學、法律、行政、經濟和台語，並於適時加入英語科。1909年，臺中共立學校之校舍被彰化銀行買下，作為彰化銀行在台灣的本店。

### 臺中補習夜學校
台中市制於1920年10月實施後，臺中共立學校會長由臺中市尹擔任，並於1921年9月年改稱「臺中補習夜學校」，並於1922年再改為「私立臺中中學會」。

### 私立臺中中學會
考量公、小學校之畢業生因學歷不足或缺乏學費而無法繼續升學，故由台中市尹川中子安次郎和彰化銀行董事坂本素魯哉於1922年4月依《私立學校規則》申請設立「私立臺中中學會」，申請在同年11月1日由台灣總督府認可後，學校在同月開校，並使用幸公學校（現址為居仁國中）校舍做為教室，從事夜間補習教育，修業年限為三年，學費為一個月1圓50錢，學校會長由台中師範學校校長擔任。其科目包含修身、國語、英語、數學、歷史、地理、公民科等七科，老師由台中市其他中等學校之教師擔任。一年分為三學期，第一學期為5月1日至7月底，第二學期為8月21日至12月24日，第三學期為1月6日至2月底。學校經營經費來自台中市役所補助、捐款和學費，不足之部分則由設立者負擔。1938年4月時的學生數為本島人267人，內地人11人，除了臺中市的學生，學生亦來自大屯郡、豐原郡、東勢郡、南投郡、彰化郡等地。

## 戰後發展
二戰後，私立臺中中學會於1947年被併入臺中市立初級中學（今居仁國中）夜間部。